# Auditório Pan Pacific
O Auditório Pan Pacific (em inglês:  Pan-Pacific Auditorium) foi um local de entretenimento da cidade de Los Angeles, na Califórnia, sendo inaugurado no ano de 1935. Foi destruído por um incêndio em 1989.
Nesse auditório Elvis Presley desempenhou um de seus maiores momentos no ano de 1957, onde, de forma selvagem para a época, realizou um show super polêmico.